# Rona Cup 1996
Rona Cup 1996 byl hokejový turnaj konající se v Trenčíně v roce 1996. Pohár začínal 11. srpna a končil 13. srpna. Titul získal podruhé ve své historii HC Košice.

## Výsledky a tabulka
| Pozice | Tým                     | Z | V | R | P | GS | GI | B |
| ------ | ----------------------- | - | - | - | - | -- | -- | - |
| 1.     | HC Košice               | 3 | 1 | 2 | 0 | 11 | 8  | 4 |
| 2.     | HC Chemopetrol Litvínov | 3 | 0 | 3 | 0 | 12 | 12 | 3 |
| 3.     | HC Dukla Trenčín        | 3 | 1 | 1 | 1 | 10 | 10 | 3 |
| 4.     | HC Dadák Vsetín         | 3 | 0 | 2 | 1 | 11 | 14 | 2 |

|  | HC Dadák Vsetín | 5 : 5           | HC Košice |  |
|  | HC Dadák Vsetín | (0:2, 2:2, 3:1) | HC Košice |  |

| Souhrn zápasu | Souhrn zápasu                    | Souhrn zápasu | Souhrn zápasu                     | Souhrn zápasu |
| ------------- | -------------------------------- | ------------- | --------------------------------- | ------------- |
|               | Tomek Galkin Sršeň Jasečko Barus |               | R.Pucher Bicek Plavucha 2x Haščák |               |

|  | HC Dukla Trenčín | 5 : 5           | HC Chemopetrol Litvínov |  |
|  | HC Dukla Trenčín | (1:1, 1:1, 3:3) | HC Chemopetrol Litvínov |  |

| Souhrn zápasu | Souhrn zápasu                                 | Souhrn zápasu | Souhrn zápasu                    | Souhrn zápasu |
| ------------- | --------------------------------------------- | ------------- | -------------------------------- | ------------- |
|               | Jánoš Pardavý Paľov Rast.Pavlikovský Kusovský |               | Sejejs Čech Balázs Vlasák Krátký |               |

|  | HC Košice | 3 : 3           | HC Chemopetrol Litvínov |  |
|  | HC Košice | (2:1, 0:1, 1:1) | HC Chemopetrol Litvínov |  |

| Souhrn zápasu | Souhrn zápasu        | Souhrn zápasu | Souhrn zápasu         | Souhrn zápasu |
| ------------- | -------------------- | ------------- | --------------------- | ------------- |
|               | P.Pucher Plavucha 2x |               | Krásný Jeřábek Kysela |               |

|  | HC Dadák Vsetín | 2 : 5           | HC Dukla Trenčín |  |
|  | HC Dadák Vsetín | (1:1, 0:1, 1:3) | HC Dukla Trenčín |  |

| Souhrn zápasu | Souhrn zápasu | Souhrn zápasu | Souhrn zápasu                                    | Souhrn zápasu |
| ------------- | ------------- | ------------- | ------------------------------------------------ | ------------- |
|               | Sršeň 2x      |               | Rast.Pavlikovský Jánoš Paukovček Fleischer Tomík |               |

|  | HC Chemopetrol Litvínov | 4 : 4           | HC Dadák Vsetín |  |
|  | HC Chemopetrol Litvínov | (1:1, 2:1, 1:2) | HC Dadák Vsetín |  |

| Souhrn zápasu | Souhrn zápasu           | Souhrn zápasu | Souhrn zápasu                  | Souhrn zápasu |
| ------------- | ----------------------- | ------------- | ------------------------------ | ------------- |
|               | Kotrla Vlasák 2x Balázs |               | Divíšek Stavjaňa Tomek Srdínko |               |

|  | HC Dukla Trenčín | 0 : 3           | HC Košice |  |
|  | HC Dukla Trenčín | (0:0, 0:2, 0:1) | HC Košice |  |

| Souhrn zápasu | Souhrn zápasu | Souhrn zápasu | Souhrn zápasu        | Souhrn zápasu |
| ------------- | ------------- | ------------- | -------------------- | ------------- |
|               |               |               | Faith P.Pucher Bicek |               |